# Біла мла
«Біла мла» — детективний трилер 2009 року, знятий за мотивами однойменного коміксу.

## Сюжет
У служниці закону Керрі є всього три дні на те, щоби за допомогою пілота літака спіймати першого серійного вбивцю в історії Антарктиди, після чого континент накриє полярна ніч…
Зав'язкою сюжету служить інцидент, що нібито відбувся 50 років тому на радянській базі "Восток", звідки вилетів літак з важливим вантажем. Але він зазнав аварії. Керрі Стетко розслідує серію вбивств і дізнається що вбивця якось пов'язаний з "Востоком".

## В ролях
- Кейт Бекінсейл — федеральний маршал Керрі Стетко
- Ґебріел Махт — агент Роберт Прайс
- Колумбус Шорт — Дельфі
- Том Скерріт — доктор Джон Ф'юрі
- Алекс О’Локлін — Рассел Гейден
- Шон Дойль — Сем Мерфі

## Виробництво
Під час зйомок використовувався як справжній, так і фальшивий сніг.
Проєкт був на ранній стадії виробництва ще у 2002 році. Тоді на головну роль була закріплена Різ Візерспун.
Домінік Сена є шанувальником графічного роману «Whiteout», і коли права на екранізацію були придбані Dark Castle Entertainment, Сена звернувся до президента Джоела Сілвера з проханням зрежисувати проєкт.
Кейт Бекінсейл — перший вибір продюсера Джоела Сілвера на роль Керрі Стетко.
Кейт Бекінсейл і Алекс О'Локлін обоє грали вампірів: Бекінсейл — у фільмах «Інший світ» та «Інший світ: Еволюція», а О'Локлін — в телесеріалі «Місячне сяйво».

### Неточності
Персонаж Кейт Бекінсейл ніколи не носить маску для обличчя. Якщо вітри досягають 100 миль/год, а температура -65 градусів за Цельсієм, її обличчя обморожуватиметься через 1-2 хвилини.
Слово «doctoral» з помилкою написано в роботі Антона Вайса як «doctorial».
Дивно, що під час ампутації пальців лікар не використовує жодних стерильних засобів.
Великі шторми, як зображено в цьому фільмі, не відбуваються на Південному полюсі. Умови, як правило, там досить спокійні. Великі шторми трапляються на сотні миль у напрямку від краю континенту. Також у Південній півкулі шторм обертається за годинниковою стрілкою, а не проти годинникової, як це можна побачити на екрані комп'ютера бази, коли з'являється супутникова карта.

## Сприйняття
Персонал AOL.com у рейтингу Moviefone оцінив його, як 8-й найгірший фільм 2009 року. На підставі 113 відгуків, зібраних сайтом Rotten Tomatoes, «Біла мла» отримав 7% підтримки із середнім балом 3,5/10.
Глядачі оцінили трилер краще, і він отримав змішані відгуки: на IMDb — 5,5/10, на КиноПоиск — 6,0/10.